# Kalki Krishnamurthy
Kalki (en tamoul : கல்கி) est le nom de plume de Ramaswamy Krishnamurthy (ரா. கிருஷ்ணமூர்த்தி) (9 septembre 1899 - 5 décembre 1954), est un romancier, combattant pour la liberté de l'Inde (« Freedom fighter » dans le vocabulaire officiel indien), écrivain de nouvelles, journaliste, satiriste, poète, critique et grand connaisseur des arts.  Son surnom fait référence à Kalkî, le dixième et dernier avatar du dieu Vishnou, dans l'hindouisme. Ses écrits comprennent plus de 120 nouvelles, 10 romans, 5 romans, 3 romans historiques, des écrits éditoriaux et politiques et des centaines de critiques de films et de musique. 

## Biographie

### Jeunesse
Le père de Krishnamurthy est Ramaswamy Aiyar, un comptable du village de Puttamangalam dans l'ancien district de Thanjavur, de l'ancienne présidence de Madras. Il commence son éducation primaire dans l'école de son village et fréquente ensuite la Municipal High School de Mayavaram (en), mais il quitte l'école en 1921, juste avant d'obtenir son Senior School Leaving Certificate, en réponse à l'appel à la non-coopération lancé par Mahatma Gandhi, en 1921, rejoignant ainsi le Congrès national indien,.